# Mănăstirea Viforâta
Mănăstirea Viforâta este o mănăstire ortodoxă de maici din România situată în localitatea  Viforâta, județul Dâmbovița. Are două hramuri, unul închinat Nașterii Maicii Domnului, prăznuit pe 8 septembrie și al doilea, închinat Sfântului Mare Mucenic Gheorghe, prăznuit pe data de 23 aprilie.

## Așezare
Mănăstirea este ridicată în satul Viforâta, aflat la doar 5 km depărtare de Târgoviște, vechea reședință domnească a Munteniei. Pe teritoriul aceluiași sat, în imediata apropiere, se găsește și Mănăstirea Dealu, important monument istoric de la sfărșitul secolului al XV-lea.
Numele așezământului monastic (atestat și în varianta „Vihorăști”) îi este dat de vicisitudinea vremurilor, a timpului și a faptelor din istorie abătute asupra lăcașului bisericesc și obștii călugărești.

## Istoric
Tradiția și unele documente mai vechi spun că pe locul actualei mănăstiri a existat o bisericuță mai veche, de pe la jumătatea secolului al XV-lea (1447-1456), ctitorie aparținând domnitorului Vladislav Voievod Basarab.
Mănăstirea îi are printre ctitori pe Vlad Înecatul (Vlad Vodă al V-lea), fiul lui Radu cel Mare. În 1635 mănăstirea este rezidită din temelii de domnitorul Matei Basarab, iar în locul călugărilor greci care au fost la început, sunt aduse călugărițe. Peste ani, și voievodul martir Constantin Brâncoveanu a făcut o serie de modificări în construcția lăcașului de cult, așa cum este, de exemplu, pridvorul. Aici sunt înfățișate scene din Apocalipsă, precum bucuria Raiului împărtășită de toți sfinții, dar și chinurile iadului pentru păcătoși. Tot în timpul lui Constantin Brâncoveanu a fost pardosită biserica cu piatră, pictura originală refăcută, zidurile de incintă reînălțate, precum și mai multe chilii adăugate celorlalte vechi.
De-a lungul timpului, numeroasele vicisitudini, precum cutremurele, ajung să deterioreze construcția mănăstirii fiind însă refăcută de fiecare dată. Logofătul Mitropoliei de la Târgoviște, chir Nicolae, a finanțat lucrările de refacere a mănăstirii după cutremurul din 1802. Iar după cutremurul din 10 noiembrie 1940, turnul clopotniță a fost reconstruit și chiliile renovate. Mai târziu a fost introdusă și electricitatea, alimentarea cu apă potabilă și gaze naturale, lucrările luând sfârșit în 1962. La cutremurul din 4 martie 1977 mai toate construcțiile adiacente, dar și biserica au fost afectate urmând ca părțile dinspre răsărit, apus și miazănoapte, fie rezidite, din temelie.
Din vechea pictură a bisericii realizată pe vremea marelui ban Grigorie Brâncoveanu la început de secol XIX, afectată grav la cutremurul din anul 1977, a mai rămas, după operațiunile de restaurare, doar primul registru de pictură, realiztă în ulei. Cel de-al doilea registru și turlele din naos și pronaos s-au refăcut în tehnica frescă având o pictură în stil neobizantin. În pronaos sunt pictate portretele votive ale marelui ban Grigorie Brâncoveanu și al jupânesei sale, Safta, alături de primii ctitori, cărora le-au fost redate doar capetele. Tot atunci, pe cheltuilala marelui ban a fost ridicată biserica cu hramul "Sfintii Apostoli Petru și Pavel" din cimitirul mănăstirii.
Alte renovări și reparații au fost efectuate la Mănăstirea Viforâta între anii 1913-1914 prin grija Mitropolitului-Primat al României, Dr. Konon Arămescu Donici, precum și sub păstoriea Patriarhilor Iustin Moisescu (1977-1986) și Teoctist Arăpașu (1986-2007). O deosebită râvnă în îngrijirea măicuțelor în vârstă, cât și în bunul mers al sfintei Mănăstiri Viforâta, l-a dovedit Preacuvioasa Maică Arsenia Opriș, stareță între anii 1960-2004. La data de 15 decembrie 2014 stăreția mănăstirii i s-a încredințat Preacuvioasei Maici Macaria Mavrodin.
Catapeteasma sau iconostasul bisericii mănăstirii este o adevărată operă de artă sacră a sculptorului Karl Stork, realizată în stil brâncoveneasc, împodobită cu o fină broderie de sculptură în lemn de tei. Remarcabilă este icoana făcătoare de minuni a Maicii Domnului, precum și icoana de hram, în relief, a Sfântului Mare Mucenic Gheorghe, ambele ferecate în argint aurit.
Mănăstirea are și un muzeu remarcabil, cu multe obiecte scumpe de cult din metale prețioase, broderii, icoane, și cărți vechi religioase de mare însemnătate.